# امشتک
امشتک (به آلمانی: Emstek) یک شهر در آلمان است که در Cloppenburg واقع شده‌است. امشتک ۱۱٬۳۱۶ نفر جمعیت دارد.